# Diecezja Norwich
Diecezja Norwich, łac. Dioecesis Norvicensis, ang. Diocese of Norwich – diecezja kościoła rzymskokatolickiego w Norwich, region Nowa Anglia, Stany Zjednoczone.
Terytorialnie obejmuje hrabstwa New London, Middlesex, Windham i Tolland w stanie Connecticut, oraz wyspę Fishers w hrabstwie Suffolk, NY.

## Historia
W 1781 roku w miasteczku Lebanon, na północny wschód od Norwich, została odprawiona pierwsza katolicka msza w granicach stanu Connecticut. Trwało to przez dłuższy czas.
Diecezja została ustanowiona 6 sierpnia 1953 z diecezji Hartford przez papieża Piusa XII.

### Poprzedni ordynariusze
- Bernard Joseph Flanagan (1953–1959)
- Vincent Joseph Hines (1959–1975)
- Daniel Patrick Reilly (1975–1994)
- Daniel Anthony Hart (1995–2003)
- Michael Cote (2003–2024)
- Richard Reidy (od 2025)

## Szkoły

### Szkoły średnie
- Academy of the Holy Family (żeńska), Baltic
- Mercy High School (żeńska), Middletown
- Xavier High School (męska), Middletown
- Marianapolis Prep, Thompson
- St. Bernard School, Uncasville

## Podział administracyjny diecezji
W diecezji znajduje się 76 parafii zorganizowanych w 7 następujących dekanatów:
- dekanat Middletown
- dekanat New London
- dekanat Norwich
- dekanat Old Saybrook
- dekanat Putnam
- dekanat Willimantic
- dekanat Vernon